# ドライエ・135

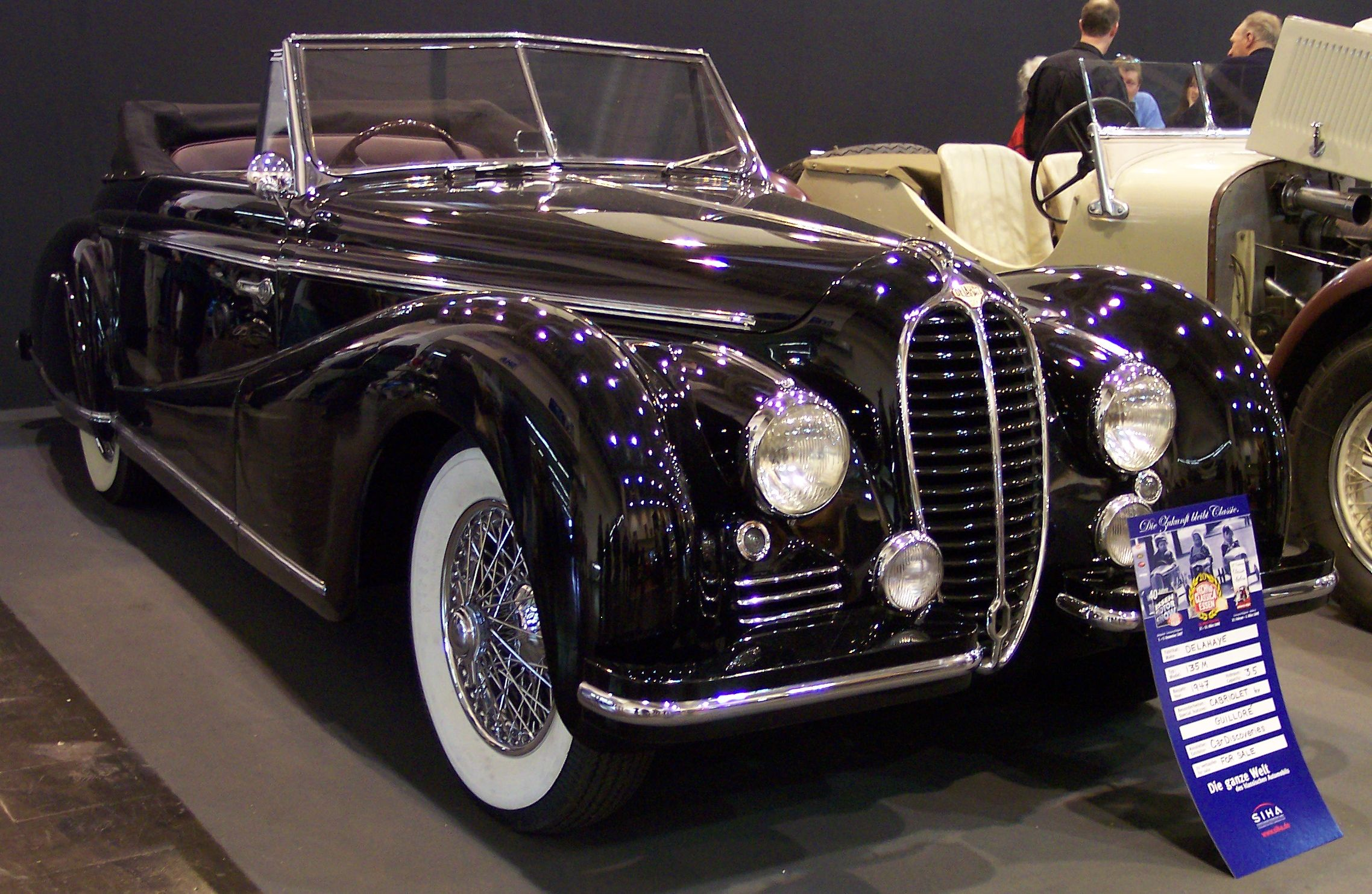
ドライエ135M (1947)

ドライエ・135（Delahaye 135 ）はドライエによって製造された高級車、レーシングカーである。
若いエンジニア、ジャン・フランソワによって設計され、1935年から1954年まで多くのボディ形状で生産され、レースでも人気であった。

## 歴史

### 135

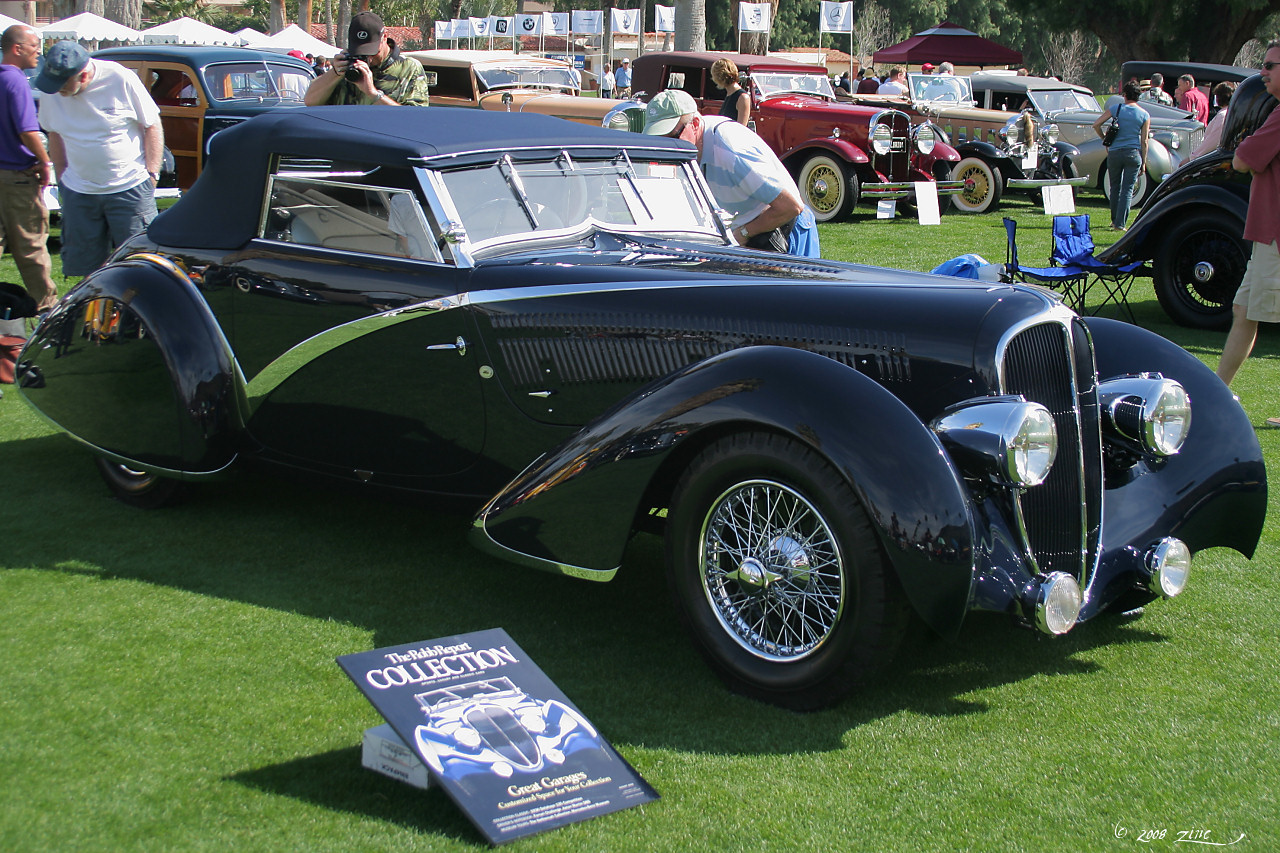
135 コンペティション・コンバーティブル フィゴニ・エ・ファラシ (1936)

アルパイン・ラリーでの活躍後「クープ・ド・アルプス」と呼ばれるようになったドライエ135は、今までよりスポーティなモデルとして1935年に登場した。4ベアリングのクランクシャフトを持つ3.2リッターのOHV直列6気筒エンジンは同社のトラックエンジンより流用され、135より落ち着いたロングホイールベースモデルである138にも使用された。ツインキャブによって95hp(71kW)を発生していたが、ダウンドラフトのソレックス3連キャブを持つ110hp(82kW)で最高速度148km/hのモデルも用意された。138にはシングルキャブ76hp(57kW)バージョンと90hp(67kW)のスポーティ・バージョンが存在した。135には独立懸架、リーフスプリングのフロントサスペンションとリジッドのリアサスペンション、ケーブルで操作するベンディックス製ブレーキを持っていた。17インチのスポーク・ホイールが標準装備であった。トランスミッションは4速MTとコタル式4速プリセレクタが用意された。
ボディを供給するコーチビルダーには、フィゴニ・エ・ファラシ、アンリ・シャプロン、ソーチック、カロセリー・プルートーなど、フランスのトップクラスが名を連ねた。3.2リッター版の生産はドイツによって侵攻される1940年まで続いたが、終戦後は復活しなかった。

### 135M

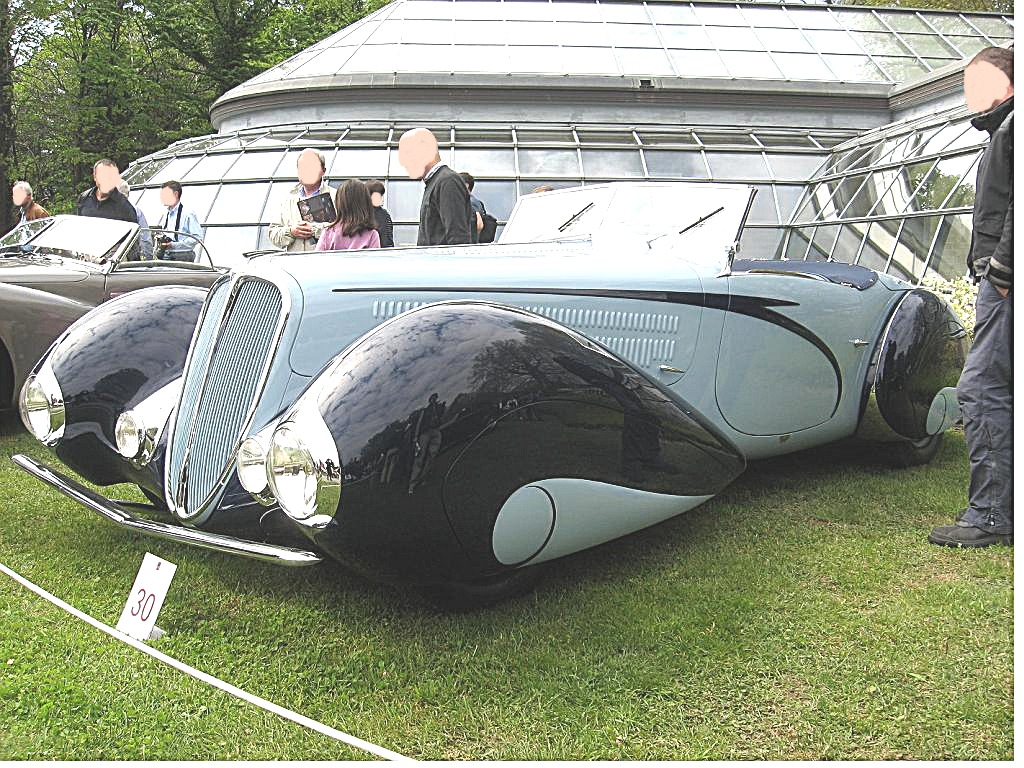
135M ロードスター

排気量を3557ccに拡大した135Mは1936年に登場した。
135と同様にキャブレターの数によって90hp(シングル), 105hp(ツイン), 115hp(トリプル)の仕様が用意され、138と同様に135Mのロングホイールベース版も用意され、148と呼ばれた。148は3,150mmのホイールベースを持ち、3,350mmの7席版も存在した。さらに、従来の135に2,150ccの4気筒エンジンを搭載した134Nというモデルも用意された。
短期間134に戻った後、148, 135M, 135MSの生産は戦後再開され、排気量格段版である175, 178, 180シリーズへと移行したが、135Mだけは1954年の235が登場するまでは生産が継続された。

### 168
1938年12月に登場した168の生産は戦争により1940年までとなった。148Lのシャシーとルノー・ビバ・グランスポーツのボディを使用し、135のホイールベースは3,150mmとされたが、これは木車輪の使用を考慮したものであった。これはルノーによって以前よりドライエが独占していた消防車需要を奪うことに繋がったが、ドライエの抗議によりルノーは獲得した契約を放棄した。しかし、その対案としてドライエはルノーから相当数のビバ・グランスポーツを購入することとなってしまった。さらにこの購入数を少しでも少量に抑えるため、ドライエは168のプリセレクタ・ギアボックスを人気のないウィルソン式を採用することにした。この試みは成功し、さらに戦争の影響もあり168の生産はわずか30台以下に留まった。耐久性があり、速度も出せる168はビバ・グランスポーツとともに軍隊では人気があった。多くは木炭車へ改造された。

### 135MS

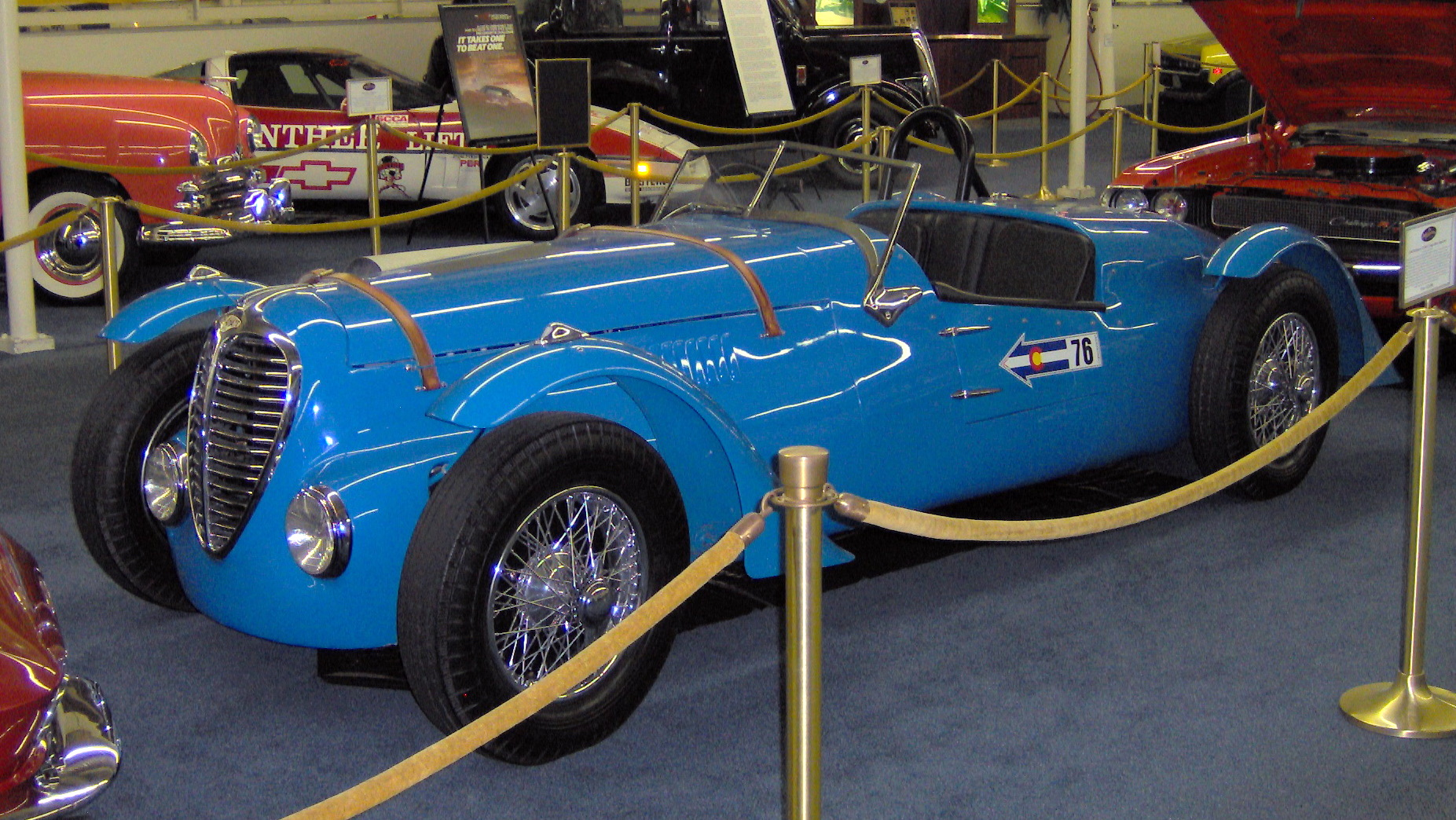
135MS コンペティション・ロードスター (1949)

135登場後すぐにスポーティなバージョンとして135MSが追加された。120-145hpが標準的な仕様であったが、レーシングバージョンは160hp以上にも達した。レース、ラリー用として最も人気が高かった135MSは、1954年に新オーナーのオチキスによって終了が決定されるまで生産された。MSは2.95mのホイールベースだったが、レースバージョンは2.7mまで短縮されていた。1951年に235と呼ばれる、フィリップ・シャルボノーによる新ボディが架装された135MSが登場した。

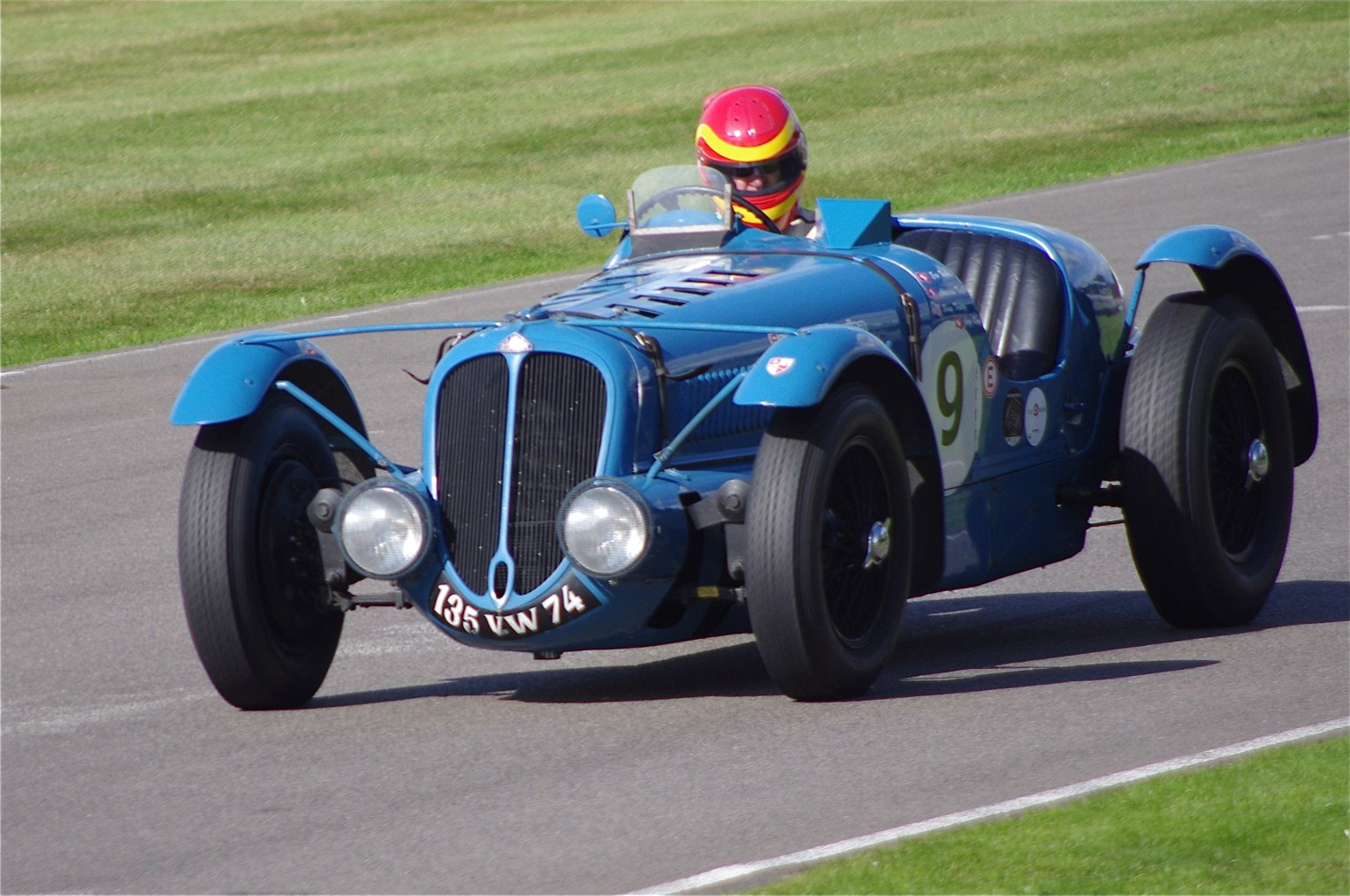
135S
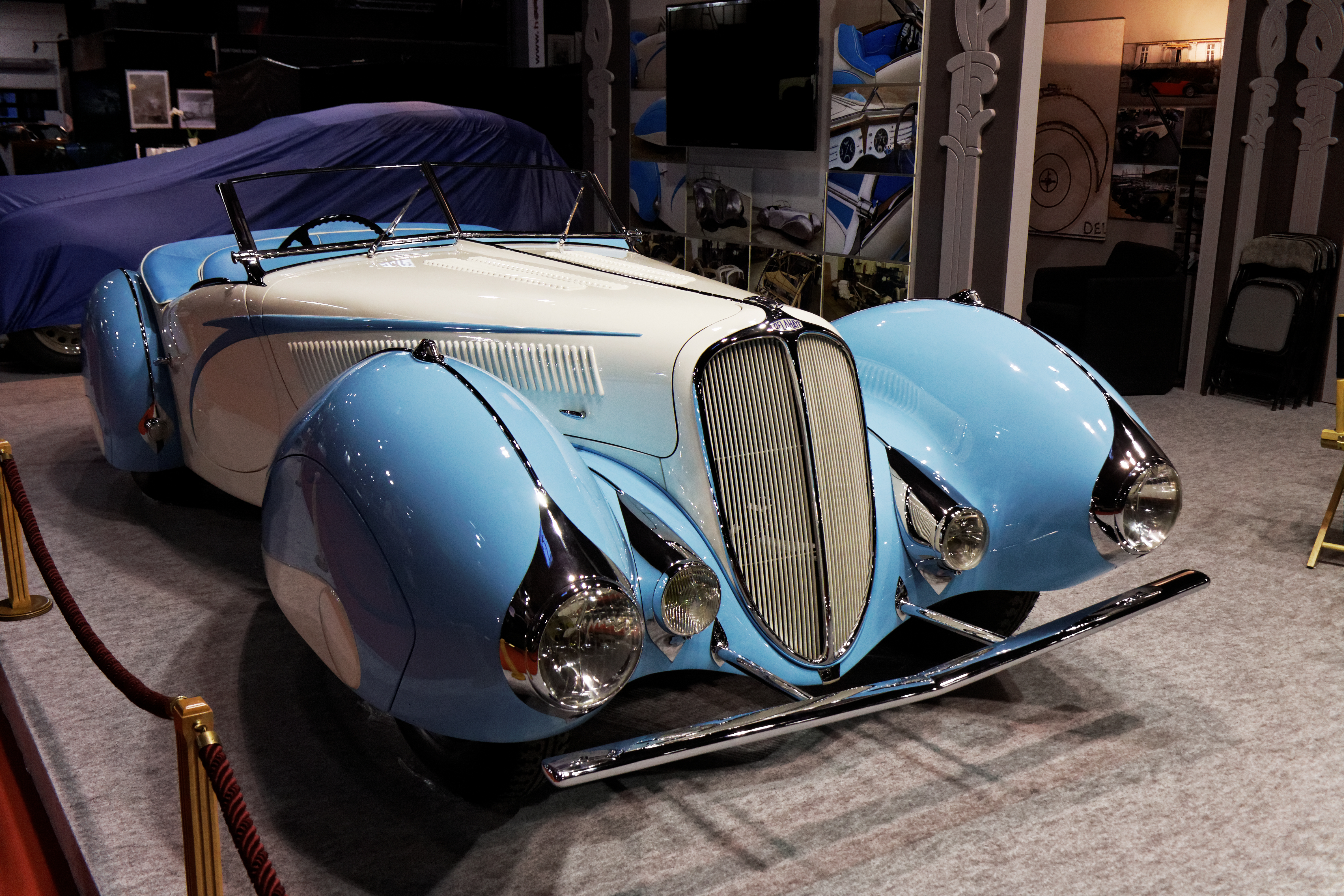
135M ロードスター
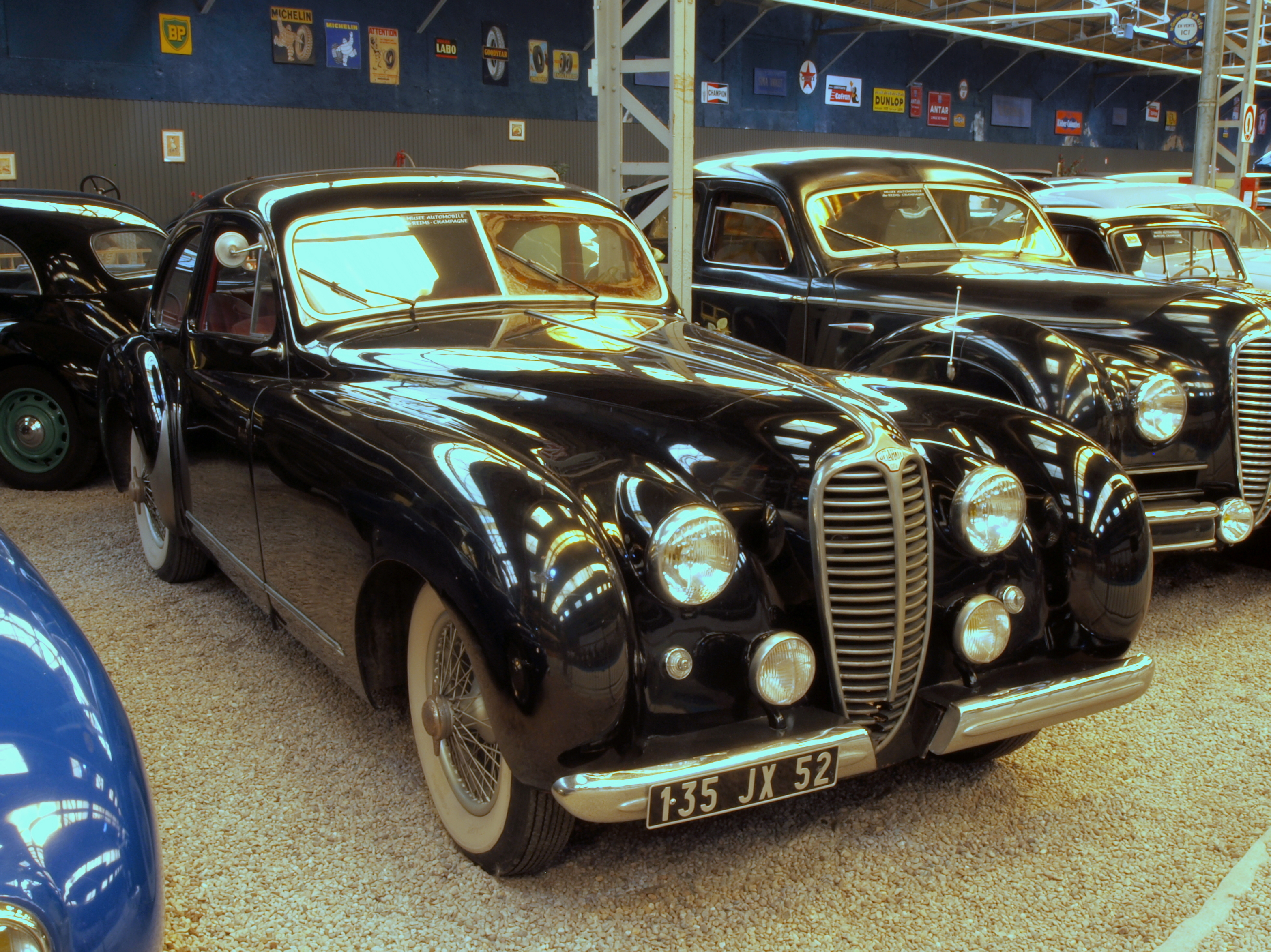
135MS (1948)
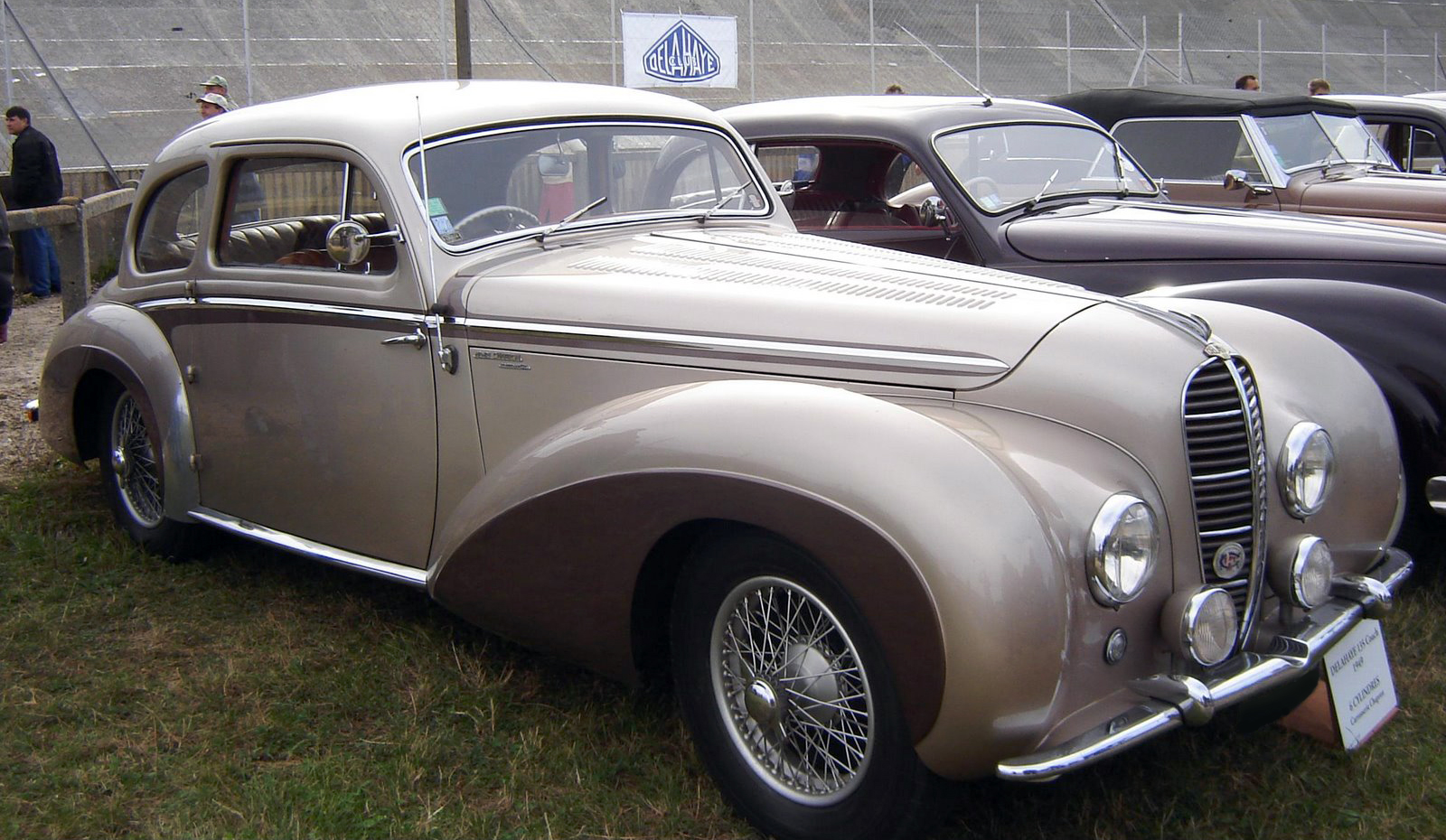
135M シャプロン (1949)

## レース・ラリーでの活躍
レーシングカーとしても活躍した。
通常の135が1935年のル・マン24時間レースで5位に入賞。レース仕様の135は1936年のミレ・ミリアで2位、3位を獲得した。
135MSが、1937年のラリー・モンテカルロで優勝、もはや旧態化していたはずの戦後の1949年のル・マン24時間レースでも9位に入っている。
135CSが1937年のル・マン24時間レースで2位と3位に入賞。さらに1938年のル・マン24時間レースでは優勝と2位4位を獲得。1939年のル・マン24時間レースで6位と8位入賞。1949年のル・マン24時間レースでも5位、10位に入賞している。